# 孫慧玲
孫慧玲（？—），籍貫廣東澄海，香港兒童文學作家、香港作家協會、香港作家聯會及香港兒童文藝協會、中華民國兒童文學學會會員。

## 生平
孫慧玲中學就讀英華女學校，後升讀香港大學文學院主修中文，並取得榮譽文學士、教育碩士學位，後曾任中學教師及香港大學中文助教與香港大學中文系，2010年代退休。
孫慧玲同時也是多個團體的成員，包括香港童軍二二九旅旅長、香港親子閱讀書會副會長、香港大學持續進修學院親職課程講師等等。

## 作品
- 兒童小說：
  - 《跳出愛的漩渦》
  - 《少女的秘密》
  - 《搜爆三犬子》
  - 《走進人間道》
  - 《伙記出更》
  - 《男孩的第一滴淚》
- 劇本：
  - 《海和地》
  - 《港督先生，您好!》